# 古いヨーロッパ
古いヨーロッパ （ふるいヨーロッパ、英語：Old Europe）とは、イラク戦争に反対したフランスとドイツのこと。2003年1月にアメリカ合衆国のドナルド・ラムズフェルド国防長官が、デンマークのジャーナリストとのインタビュー内で、イラクの大量破壊兵器問題をめぐる武力行使に反対するフランスとドイツの2カ国を批判して放った言葉。ラムズフェルドは、ヨーロッパの同盟国に広がるアメリカへの懐疑をどう思うかという質問に対し、「そのヨーロッパというのはドイツとフランスのことだろう。私はそうは思わない。あれは『古いヨーロッパ』だと思っている。ヨーロッパのNATO加盟国全体を見れば新しい加盟国が増えて重心が東側に移っている」と述べた。
これが話題になった前後、アメリカのメディアでは、アメリカの立場を支持した中欧・東欧諸国は保守系政治評論家らに「新しいヨーロッパ」と持ち上げられることが増えた。これらの国は旧共産圏でNATO新規加盟国で、2004年には新しくEUに加盟する予定であった。1990年代末から2000年代のNATOにおいて、ポーランド、ハンガリー、チェコはスペインなどと組んでアメリカの軍事行動を支持することが多かった。政治評論家らはヨーロッパの重心が経済的にも国の数の面でも東に移りつつある上に政治的にも重要になりつつあるとして親米的な東欧をたたえ、一方でアメリカに懐疑的な西欧の古くからのEU・NATO加盟国、特にフランスとドイツを、経済も人口も老齢化しヨーロッパ内の政治的な独占力を失いつつある老いたヨーロッパだと批判した。

## 反応
2003年2月14日の国際連合安全保障理事会の席上、フランスのドミニク・ド・ビルパン外相は「古いヨーロッパ」と言われたことを踏まえ「フランスは、数々の内戦、革命、世界大戦を経験した古い国だからあえて反対する」とフランスの考えを主張した。これに対しイギリスのストロー外相が「わが国もフランスによって作られた古い国（ノルマン・コンクエスト）である」と反論し、アメリカのパウエル国務長官は自国を「世界最古の民主主義国家」と表現したにとどまった。その後ロシアや中国も「わが国も古い国であるから」とフランスに同調的な意見をすることになった。
「古いヨーロッパ」発言はフランス、ドイツを勢いづかせた結果となった。アメリカとイギリスは有志連合を率いてイラク戦争をはじめることになる。